# Firmenbuch
Das Firmenbuch (frühere Bezeichnung Handelsregister, englisch commercial register) ist ein von den österreichischen Landesgerichten (in Wien vom Handelsgericht Wien, in Graz vom Landesgericht für Zivilrechtssachen Graz) elektronisch geführtes öffentliches Verzeichnis. Es dient der Verzeichnung und Offenlegung von Tatsachen, die nach den unternehmensrechtlichen Vorschriften einzutragen sind, insbesondere die grundlegenden Tatsachen und Rechtsverhältnisse der vollkaufmännischen Unternehmungen zu beurkunden und öffentlich einsichtig zu machen. Hierunter fallen beispielsweise Eintragungen über die Einreichung des Jahresabschlusses, Änderungen bei den vertretungsberechtigten Personen oder Funktionen. Einrichtung und Führung des Firmenbuchs sind im Firmenbuchgesetz (FBG) geregelt.
Über das European Business Register ist das Firmenbuch mit anderen europäischen Handelsregistern verknüpft und grenzübergreifend einsehbar.

## Geschichte
Bis zum 31. Dezember 1991 wurden das Handels- und das Genossenschaftsregister in Handbüchern (händisch) geführt. Zum 1. Jänner 1991 wurde mit dem Bundesgesetz über das Firmenbuch und Änderungen des Handelsgesetzbuchs die das Handelsgesetzbuch bis dahin ergänzenden Regelungen zu Einrichtung und Führung der Register durch das Firmenbuchgesetz (FBG) ersetzt. Die Verordnungen zu Anlegung und Führung der Handels- und Genossenschaftsregister, die zum Teil noch aus dem 19. Jahrhundert stammten, traten zeitgleich außer Kraft.
In § 28 FBG wurde der Bundesminister für Justiz ermächtigt, als Ersatz für die händisch geführten Register die Umstellung des Firmenbuchs auf automationsunterstützte Datenverarbeitung (ADV) anzuordnen.
Seit Inkrafttreten der Verordnung über den elektronischen Rechtsverkehr (ERV 2006) am 1. Jänner 2006 können Eingaben und Beilagen im Firmenbuchverfahren elektronisch eingebracht werden (§ 8a ERV 2006).
Die Publizitätspflicht ist weiterhin in dem unter der Bezeichnung Unternehmensgesetzbuch (UGB) weiter geltenden Handelsgesetzbuch geregelt. Welche Unternehmen eintragungspflichtig sind, regelt § 8 UGB. § 15 UGB normiert entsprechend dem deutschen § 15 HGB die Publizität des Firmenbuchs.
Das Verhältnis des FBG zum UGB in Österreich entspricht dem Verhältnis der Handelsregisterverordnung zum  Handelsgesetzbuch im deutschen Recht.

## Rechtliche Grundlagen
Das Firmenbuch wird beim örtlich zuständigen Landesgericht im außerstreitigen Verfahren geführt (§ 7 UGB, § 15 FBG) und besteht aus dem Hauptbuch und der Urkundensammlung. Jeder eingetragene Rechtsträger erhält eine zentral für das gesamte Bundesgebiet vorgegebene Firmenbuchnummer (FN), auch wenn der Sitz verlegt, der Name oder die Rechtsform geändert wird. Diese Firmenbuchnummer ist daher österreichweit zur eindeutigen Kennzeichnung eines Rechtsträgers geeignet. Auch nach der Löschung des Rechtsträgers bleibt die Firmenbuchnummer bestehen und es können historische Firmenbuchabfragen eingeholt werden. Die Firmenbuchnummer besteht aus einer maximal sechsstelligen Zahl, der als Prüfzeichen ein Kleinbuchstabe folgt.
- Das Hauptbuch wird digital geführt und enthält alle wesentlichen die Unternehmung betreffenden Daten.
- Die Urkundensammlung ist ein Akt über die Unternehmung, der neben dem Gesellschaftsvertrag die Gesellschafter- und Geschäftsführerliste, Musterunterschriften, Bankbestätigungen, Gesellschafterbeschlüsse usw. enthält.

## Umfang und Inhalt
In das Firmenbuch sind folgende Rechtsträger einzutragen (§ 2 FBG):
1. Einzelunternehmer (wenn sie nicht nach § 189 UGB der Pflicht zur Rechnungslegung unterliegen ist die Eintragung gemäß § 8 Abs. 1 UGB freiwillig)
2. Offene Gesellschaften (OG)
3. Kommanditgesellschaften (KG)
4. Aktiengesellschaften (AG)
5. Gesellschaften mit beschränkter Haftung (GmbH)
6. Erwerbs- und Wirtschaftsgenossenschaften
7. Versicherungsvereine auf Gegenseitigkeit
8. Sparkassen
9. Privatstiftungen
10. Europäische Wirtschaftliche Interessensvereinigungen
11. Europäische Gesellschaften (SE)
12. Europäische Genossenschaften (SCE)

Im Firmenbuch (Hauptbuch) werden bestimmte eintragungspflichtige und optional, eintragungsfähige Tatsachen vermerkt (§ 3 FBG):
- die Firmenbuchnummer (FN);
- die Firma (Name des Unternehmers, unter dem er seine Geschäfte betreibt);
- die Rechtsform;
- der Sitz sowie der Sitz von Zweigniederlassungen und die für Zustellungen maßgebliche Geschäftsanschrift;
- eine kurze Bezeichnung des Geschäftszweiges;
- Tag des Abschlusses des Gesellschaftsvertrages;
- Name und Geburtsdatum des Einzelkaufmannes, vertretungsbefugter Personen, Prokuristen und Liquidatoren (Abwickler); bei OG, KG und Erwerbsgesellschaften werden Namen und Geburtsdaten der nicht vertretungsbefugten persönlich haftenden Gesellschafter und der Kommanditisten (Höhe der Vermögenseinlage), bei den Gesellschaften mit beschränkter Haftung und den Aktiengesellschaften Namen und Geburtsdaten der Mitglieder des Aufsichtsrates eingetragen;
- Namen und Geburtsdaten der Gesellschafter einer Gesellschaft m. b. H. sowie Stammeinlagen und die darauf geleisteten Einzahlungen;
- das Grund- oder Stammkapital;
- bestimmte weitere Rechtsverhältnisse, wie Beginn der Gesellschaft, Einleitung eines Insolvenzverfahrens usw.
- optional die Internetseite

## Eintragung
Die Eintragungen ins Firmenbuch erfolgen in der Regel nur auf Antrag der beteiligten Personen. Ausnahmsweise werden gewisse Eintragungen von Amts wegen vorgenommen, z. B. Eintragung und Konkurseröffnung, Löschung von Firmen. Die Eintragung der Firma in das Firmenbuch ist regelmäßig Voraussetzung für das Entstehen einer Gesellschaft (siehe § 2 GmbHG, § 123 UGB, § 7 Privatstiftungsgesetz).
Die Firmenbucheintragungen wurden – mit bestimmten Ausnahmen – bis zur Abschaffung des Amtsblatts zur Wiener Zeitung im Jahr 2023 im Amtsblatt sowie im vom Bundesministerium für Wirtschaft und Arbeit herausgegebenen Zentralblatt für Eintragungen ins Firmenbuch veröffentlicht. Für Eintragungen über Einzelunternehmen, Offene Gesellschaften (OG) und Kommanditgesellschaften (KG) galt, dass deren Eintragungen im elektronischen Firmenbuch als ausreichend bekannt gemacht galten und keine zusätzliche Veröffentlichung erforderlich war.
Seit Juli 2023 erfolgt die Veröffentlichung aller Firmenbucheintragungen zusätzlich über die Elektronische Verlautbarungs- und Informationsplattform des Bundes (EVI), die als offizieller Nachfolger des Amtsblatts zur Wiener Zeitung eingerichtet wurde.

## Auszüge
Seit 11. Juli 2005 werden die Urkundensammlungen aller Firmenbuchgerichte elektronisch geführt.
Das Firmenbuch (Hauptbuch) gilt als öffentliches Verzeichnis, in das jeder Einsicht nehmen kann. Die über das Internet kostenpflichtig erstellte Abfrage ist jedoch keine öffentliche Urkunde. Sollte eine öffentliche Urkunde benötigt werden (z. B. Beweiszwecke, amtlicher Verkehr), so muss diese Abfrage von einem Firmenbuchgericht hergestellt werden oder bei einem öffentlichen Notar abgefragt und von diesem beglaubigt werden. Seit einiger Zeit können auch Firmenbuchauszüge mit Amtssignatur über das Internet erstellt werden. Somit wird nicht mehr zwingend ein Notar zur Beglaubigung benötigt. Nachteil: derzeit nur für aktuelle Auszüge, nicht jedoch für Firmenbuchauszüge mit Auszug der Gewerbeberechtigung und/oder historischen Daten.
Die Urkunden werden von den Gerichten in zwei Varianten gespeichert: gerichtsintern oder freigegeben für die Öffentlichkeit. Es besteht somit die Möglichkeit, die zur Urkundensammlung eingereichten Schriftstücke, welche für den öffentlichen Zugriff über das Internet freigegeben wurden, kostenpflichtig über eine Verrechnungsstelle als PDF anzusehen. Die online abgefragten Urkunden können wahlweise mit oder ohne elektronischer Amtssignatur abgerufen werden. Derzeit ist eine Signatur der Urkunde nur bis zu einer Dateigröße bis 1 MB möglich.